# Амфидам (Тегея)
Амфидам (на старогръцки: Ἀμφιδάμας, Amphidamas) е герой от древногръцката митология от Тегея в Аркадия, един от аргонавтите.
Според Павзаний и Аполоний Родоски той е син на цар Алей и Неайра, дъщерята на Перей. Според Хигин е син на Алей и Клеобула.  Брат е на Кефей, Ликург и Авга.
Според Аполодор той е баща на Мейланион и Антимаха, която се омъжва за Евристей (цар на Тиринт и Микена).